# Elecciones provinciales de Columbia Británica de 1933
Las elecciones provinciales de Columbia Británica de 1933 ocurrieron el 2 de noviembre de ese año, para elegir miembros de la 18.ª legislatura de la provincia canadiense de Columbia Británica. La elección resultó en una victoria para el Partido Liberal, que logró ganar la mayoría absoluta de escaños bajo el comando de Thomas Dufferin "Duff" Pattullo. 
El oficialista Partido Conservador decidió no concurrir a las elecciones como tal, por lo que la decisión de si competir o no las tomaron las distintas asociaciones locales del conservadurismo. La facción alineada al premier Simon Fraser Tolmie, llamados Unionistas sufrieron una fuerte derrota, cayendo a sólo 4 % de los votos y un escaño, con el mismo Tolmie perdiendo su escaño. La facción alineada al ex primer ministro William J. Bowser formó el Grupo Independiente No Partidista, que logró obtener 2 escaños, mientras que el resto de los conservadores compitieron como independientes. La Federación del Commonwealth Co-operativo se insertó a la política provincial por primera vez, logrando obtener casi un tercio del voto y 7 escaños, lo que los convirtió en oposición oficial. Al no haber tenido líder durante la campaña, el grupo parlamentario de la CCF designó a Robert Connell como su primer líder en la legislatura.
De aquí en adelante, la mayoría de elecciones provinciales serían peleas entre la CCF (y su partido sucesor, el NDP) y distintas fuerzas que se denominaron "anti socialistas". Por esta razón, se suele considerar a esta elección como un importante reordenamiento de la política provincial.

## Contexto
La elección se llevó a cabo bajo un sistema mixto. La gran mayoría de distritos electorales eligieron un legislador, usando el escrutinio mayoritario uninominal, mientras que los distritos con más de un miembro ocuparon el escrutinio mayoritario plurinominal, más conocido como voto en bloque. 24 escaños fueron necesarios para la mayoría absoluta.

## Resultados
|  | 41.74 % |

|  | 31.53 % |

|  | 10.19 % |

|  | 7.74 % |

|  | 4.05 % |

|  | 0.62 % |

|  | 4.13 % |

|  | 98.57 % |

|  | 1.43 % |

|  | 100.00 % |

|  | 100.00 % |

|  | 73.07 % |